# 圣阿纳伊里-卡马泰罗
圣阿纳伊里-卡马泰罗（希臘語：Άγιοι Ανάργυροι-Καματερό）是希腊阿提卡大區西雅典专区的市镇，位于大雅典地区的西部。行政中心为圣阿纳伊里镇。市镇面积为9.15平方公里，2021年人口数量为61,462人。
此市镇成立于2011年地方政府改革中，由圣阿纳伊里和卡马泰罗两市镇合并而成，原市镇则成为此市镇的市区。